# Море Сомова
Море Со́мова — окраинное море тихоокеанского сектора Южного океана, примыкающее к Земле Виктории (Восточная Антарктида). Располагается между 150 и 170° в. д., между морями Росса и Дюрвиля. Координаты центральной части моря: 60°00' ю. ш. и 162°00' в. д.

## Общие сведения
Восточная часть моря в основном располагается в пределах материковой отмели, западная часть имеет глубины до 3000 м. Имеет площадь 1150 тыс. км². На севере лежат острова Баллени. На берегу моря Сомова находится российская научная антарктическая станция Ленинградская.
Названо в честь руководителя первой Советской Антарктической экспедиции — Михаила Сомова.

## Климат
Практически полностью море Сомова находится в пределах южного полярного круга. Поэтому оно большую часть года покрыто льдом. Лишь на несколько месяцев ледяной покров теряет прочность, континентальный ледник трескается и отправляет в плавание огромные глыбы льда и айсберги. На побережье показатели температуры колеблются в пределах 1-3 градусов ниже нуля. В северных районах моря Сомова на несколько градусов теплее. В акватории моря циркулируют по часовой стрелке несколько небольших местных холодных течений, что также влияет на климатический режим региона.
В суровых и холодных водах моря Сомова обитает много видов уникальных белокровных рыб, которых привлекает большие объёмы планктона. Также здесь представлены традиционные для антарктического региона виды.